# Ivan Trabalík
Ivan Trabalík est un footballeur international slovaque né le 8 octobre 1974 à Nitra.

## Biographie

### Carrière en sélection
En 2004, il joue son seul et unique match avec l'équipe de Slovaquie.

## Palmarès
Avec le MŠK Žilina 
- Champion de Slovaquie en 2003 et 2004.

Avec le Wisła Cracovie 
- Vainqueur de la Coupe de Pologne en 2002.